# ジャマン干渉計

ジャマン干渉計

ジャマン干渉計（ジャマンかんしょうけい）はマッハ・ツェンダー干渉計の原型、もしくはそのバリエーションといえる干渉計である。1856年にジュール・ジャマンにより発明された。

## 概要
構造は2面のできるだけ厚いガラスのついた鏡と平行なガラス板からなる簡単なもので、光源からの光は第1の平行平面板で2つに分けられ、第2の平行平面板で再び一つとなる。二つの経路間の光路差による干渉を屈折率の精密測定に用いる。どちらかの光路に屈折率が未知の気体をおいて、気体の屈折率が気体の圧力に比例することを利用して、圧力の変化量と干渉縞の変化との関係を測定することにより、気体の屈折率を測定することができる。